# Cervantes (Australia)
Cervantes è una piccola città australiana di circa 500 abitanti situata sulla costa dell'Australia Occidentale.
Dista circa 231 chilometri da Perth, la capitale dell'Australia Occidentale.

## Origini del nome
Il nome deriva da una nave di nome Cervantes, che era affondata al largo della costa. La nave, a sua volta, era stata battezzata in onore di Miguel de Cervantes, l'autore del Don Chisciotte.

## Società

### Evoluzione demografica
Si tratta di una località molto piccola: al censimento del 2006 la popolazione di Cervantes era di appena 503 abitanti. 

## Economia
L'economia è fondata pressoché esclusivamente sulla pesca commerciale e sul turismo. 

## Monumenti e luoghi d'interesse

### Aree naturali
- Parco nazionale di Nambung

- Deserto dei Pinnacoli

- Lago Thetis: è un lago di acqua salata suggestivo per la presenza di stromatoliti.

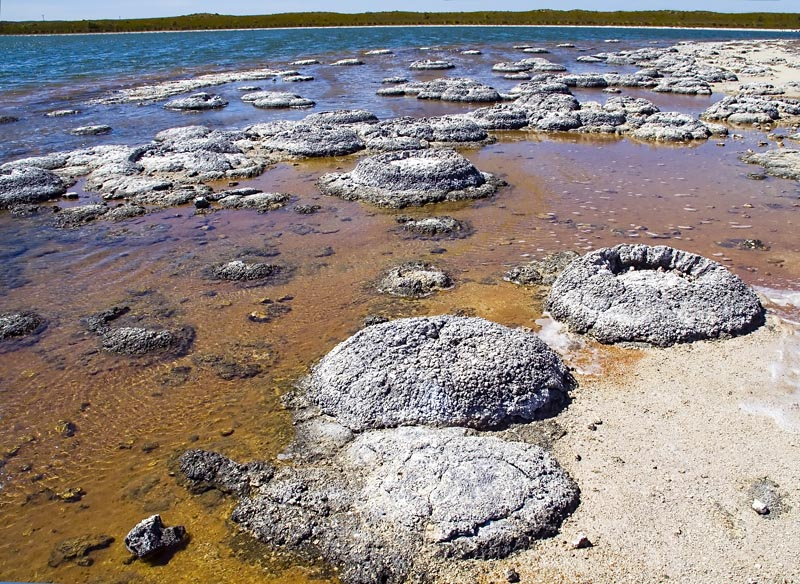
Lago Thetis, Stromatoliti